# 南山之役
南山之役（英語：Battle of South Mountain）於1862年9月14日發生在華盛頓縣和弗雷德里克縣，是馬里蘭會戰中的第一場戰役。
北軍兵力為28,000，南方為18,000人。
喬治·麥克萊倫（George Brinton McClellan）、安伯洛斯·伯恩賽德（Ambrose Burnside）和威廉·富蘭克林（William B. Franklin）為北軍軍官；南軍則由羅伯特·李率領。

## 戰前
馬里蘭會戰可以威脅華盛頓特區和巴爾的摩；亦可以破壞巴爾的摩與俄亥俄鐵路，以切斷對華盛頓特區的援助。
另一方面，維吉尼亞的農場大都被戰火波及，但北方的農田則一直安然無恙，如果南軍入侵成功，南方就可以把奪取北方農田的收成，更可以使驚恐的人民逼林肯停戰，使北方內部對戰爭的支持冰消瓦解。
而遠在歐洲的英國和法國雖仍不支持南方政府，但已經開始有些動搖，因為北軍一直無法取得決定性的勝利。南軍要是能夠再次重挫北軍，便有望得到英法兩國的支持。
麥克萊倫後來重返戰場，並拾得一份南軍的情報，知道南軍原來分散了，於是花了18個小時決定把南軍各個擊破，他的第一個目標就是南山的南軍。
- 伯恩賽德將軍為右翼，率領約瑟夫·胡克少將（Joseph Hooker）與傑西·里诺少將（Jesse L. Reno）的部隊，前往北方的特納斯山口（Turner's Gap）和褔克斯山口（Fox's Gap）；
- 富蘭克林將軍為左翼，率領自己的第六軍（VI Corps）與大流士·魁克的第四軍（IV Corps），前往南方的克拉姆頓斯山口（Crampton's Gap）；
- 埃德溫·索姆奈為中線，率領第二軍（II Corps）和第十二軍（XII Corps）。

## 戰役

### 克拉姆頓斯山口（最南部）
守候克拉姆頓斯山口的南軍只有500人，起初並不知道有近12,000名北軍準備進攻。後來富蘭克林花了三小時組織他的部隊，南軍遂戲稱北軍是一頭「正小心翼翼的準備去擊殺一隻小老鼠的獅子」。
北軍很快就攻佔了克拉姆頓斯山口，俘擄了400南軍，當中很多人都是遲到了的援兵。

### 特納斯山口
D.H.希爾的5,000名南軍守候特納斯山口和福克斯山口，伯恩賽德將軍派了胡克少將的部隊攻擊敵軍，但直到晚上，南軍仍在特納斯山口防守。

### 褔克斯山口
北軍猛攻南軍的陣線，並獲得不錯的戰果，但這時北軍已經十分疲倦，使南軍的援兵奪回福克斯山口，里諾就派更多人支援北軍，把南軍打敗，但里諾和南軍軍官Samuel Garland, Jr.皆陣亡於此。
北軍後來把60具南軍屍體丟入農夫的水井裏，再償還他$60。

## 戰事結束
北軍傷亡人數為2,325；南軍則有2,685人。
南軍奉李將軍的命令撤離了南山，麥克萊倫終於把一部分分散了的南軍打敗，但他仍不能阻止其他部隊結合。